# Föderation europäischer Münzhändlerverbände
Die Föderation europäischer Münzhändlerverbände (FENAP) ist der 1991 gegründete europäische Dachverband der nationalen Münzhändler-Berufsverbände.
Er führte 2012 einen Prozess wegen EU-Regelungen zu Ausfuhrgenehmigungen für Münzen vor dem Bundesfinanzhof.

## Mitgliedsverbände
| Land                                | Verbandsbezeichnung                                                                                      | Anmerkungen           |
| ----------------------------------- | --- | --------------------- |
| & Belgien und Luxemburg             | Association Belgo-Luxembourgeoise des Numismates Professionels (ABLNP)                                   |                       |
| Dänemark                            | Monthandler-Sammenslutningen af 1975 (MSA-75)                                                            |                       |
| Deutschland                         | - Verband der Deutschen Münzenhändler (VDDM) - Berufsverband des Deutschen Münzenfachhandels e.V. (BvDM) |                       |
| Frankreich                          | Syndicat national des experts numismates et numismates professionnels (SNENNP)                           |                       |
| & Vereinigtes Königreich und Irland | British Numismatic Trade Association Ltd (BNTA)                                                          |                       |
| Italien                             | Numismatici Italiani Professionisti (NIP)                                                                |                       |
| Niederlande                         | Nederlandse Vereniging van Munthandelaren (NVMH)                                                         |                       |
| Österreich                          | Verband Österreichischer Münzenhändler (VÖM)                                                             |                       |
| Schweden                            | Sveriges Mynthandlares Förening (SMF)                                                                    |                       |
| Spanien                             | Asociacion Española de Numismaticos Profesionales (AENP)                                                 |                       |
| Schweiz                             | Verband Schweizer Berufsnumismatiker (VSBN)                                                              | assoziiertes Mitglied |